# Studentenlied

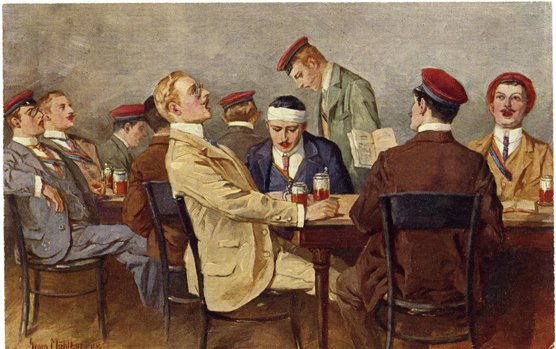
Georg Mühlberg: Cantus (um 1900): Verbindungsstudenten beim Singen auf einer Kneipe

Ein Studentenlied ist ein Lied, das traditionell hauptsächlich oder ausschließlich von Studenten bei studentischen Freizeitveranstaltungen – manchmal mit Instrumentalbegleitung – gemeinschaftlich gesungen wurde und wird.

## Näheres
Obwohl Textspuren von Studentenliedern bis ins Mittelalter zurückgehen, erschien erst im Jahre 1781 die erste deutsche Studentenliedersammlung im Druck. Im 19. Jahrhundert wurden immer mehr Studenten-Liederbücher veröffentlicht, was eine Standardisierung und Kanonisierung bewirkte. Es entstanden spezielle Liederbuch-Ausgaben, als Textvorlage für das Singen am Biertisch geeignet, die so genannten Kommersbücher.
In dieser Zeit wurde das Studentenlied auch zum Erkennungsmerkmal der seit 1800 neu entstehenden Studentenverbindungen, die eine Liedtradition aufbauten, entwickelten und bewahrten. Im Laufe des 19. Jahrhunderts strahlte diese Liedkultur auch in benachbarte Länder aus, vor allem in den Benelux-Raum, nach Osteuropa und nach Skandinavien. Um das Jahr 1900 war die Entstehung des festgefügten Corpus von Studentenliedern für den deutschsprachigen Raum im Wesentlichen abgeschlossen.
Auch die ab der Mitte des 19. Jahrhunderts nach dem Vorbild der Studentenverbindungen gegründeten Schülerverbindungen nahmen die Studentenlieder für sich an und pflegen sie bis heute.
Traditionell behandeln die Studentenlieder vor allem Themen, die junge Leute interessieren, die fern der Heimat, der Aufsicht der Eltern und anderer Autoritätspersonen zumindest für eine gewisse Zeit entkommen sind: Feiern, Trinken, Wandern und andere Freizeitvergnügen spielen die Hauptrolle, aber auch ernstere Themen kommen im Laufe des 19. Jahrhunderts zunehmend zur Geltung.
Heute gelten diese traditionellen Studentenlieder in Deutschland, Österreich und der Schweiz als Kulturgut fast ausschließlich der Studentenverbindungen, denen in Deutschland zwei bis drei Prozent aller Studenten angehören.

## Geschichte und Überlieferung

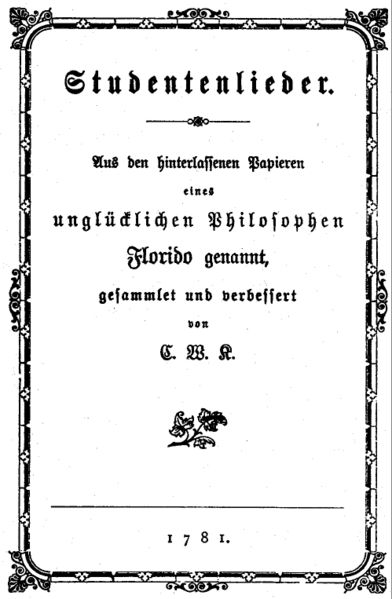
Studentenlieder – Titelblatt des ersten gedruckten Studentenliederbuchs Deutschlands von 1781

Ursprünge europäischer Studentenlieder waren eine Zahl von lateinischen Gedichten und Liedern, die wohl von akademisch gebildeten Menschen in Klöstern oder an Bischofshöfen verfasst wurden und die durch die in ihnen zum Ausdruck gebrachte Lebensfreude thematisch den Studentenliedern nahestehen.
Im 18. Jahrhundert wurden in Deutschland Studentenlieder als solche greifbar. Dabei wurden auch alte lateinische Textspuren aus dem Mittelalter wieder sichtbar. Diese frühen, meist mündlich überlieferten und oft improvisierten Lieder haben einfache Texte und eingängige Melodien.
1781 gab Christian Wilhelm Kindleben sein Buch Studentenlieder – Aus den hinterlassenen Papieren eines unglücklichen Philosophen, Florido genannt, gesammlet und verbessert von C. W. K. heraus. Es enthält 64 Lieder, von denen die meisten heute vergessen sind. Kindleben hatte diese Lieder gesammelt, bearbeitet und kommentiert. In diesem Buch veröffentlichte er auch die heute gebräuchliche Fassung von Gaudeamus igitur. Dieses Lied ist heute international verbreitet und gilt als das älteste und bekannteste Studentenlied der Welt.
Im 19. Jahrhundert setzte eine neue Phase ein. Anerkannte, aber auch weitgehend unbekannte Autoren verfassten Lieder zu studentischen Themen, allerdings meist im höheren Alter in einer Art Rückblick auf ihre Jugendzeit. Texte und Melodien wurden kunstvoller, aber auch künstlicher. Der Trend ging dahin, das Studentenleben in den Liedertexten zu romantisieren, die positiven Seiten hervorzuheben und dadurch die selektive Erinnerung der ehemaligen Studenten an die „schöne Jugendzeit“ zu unterstützen.
Zum praktischen Gebrauch als Textvorlage zum Singen auf der Kneipe entwickelte sich ein besonderer Typ von Liederbuch. Das Format wurde klein und handlich, der Buchdeckel fest in Leder gebunden und besetzt mit den so genannten Biernägeln, die das Papier vor eventuell auf dem Tisch verschüttetem Bier schützen sollen. Dieses Format hat sich bis heute erhalten.
Bereits in der ersten Hälfte des 19. Jahrhunderts entwickelten sich auch Lieder mit politischem Inhalt. Das offene Bekenntnis zu studentischen Sitten und Gebräuchen, die damals noch als jugendliche Unsitten betrachtet wurden, galt jedoch als unschicklich und wenig karrierefördernd, so dass anonyme Veröffentlichungen die Regel waren.
Zu Beginn des 19. Jahrhunderts begann auch die Entwicklung der Studentenverbindungen in der für den deutschsprachigen Raum typischen Ausprägung. Im Rahmen der allgemeinpolitischen Situation während der napoleonischen Zeit und nach dem Wiener Kongress entstand eine spezifische akademische Kultur, die auch im Bereich des Liedes eine besondere Entwicklung nahm. Die studentischen Verbindungen entwickelten eine zunehmende Verbindlichkeit, auch über das Studium hinaus. Sie übernahmen Sitten und Gebräuche sowie Identitätssymbole (Couleur, Mensur, Kneipe, Studentenwappen etc.) aus dem 18. Jahrhundert in einer ganz bestimmten Auswahl, standardisierten sie und behielten sie bei. Ehemalige Studenten trugen die studentische Kultur in das bürgerliche Leben hinein und spiegelten sie wieder zurück, indem sie ihre Söhne auf die Universität vorbereiteten. Das studentische Lied war Teil dieser Kultur, wurde ebenfalls standardisiert und dadurch traditionell.
International strahlte diese Kultur vor allem in den niederländischen Bereich (Niederlande, Flandern), in die Schweiz, nach Skandinavien und in das östliche Europa (Polen, Baltikum) aus. Viele Spuren dieser Ausstrahlung sind noch heute (Stand 2005) sichtbar. So enthält der Studentencodex, das in mehreren, regional verschiedenen Ausgaben vorliegende flämische Liederbuch der belgischen Studentenverbindungen, mehrere deutsche Studentenlieder in deutscher Sprache. In Schweden ist eine landessprachliche Übersetzung des deutschen Liedes O alte Burschenherrlichkeit bis heute populär. Seit dem Ende der kommunistischen Herrschaft in Polen haben sich auch hier erneut Korporationen gebildet, die wieder den Kontakt zu deutschen Studentenverbindungen suchen. Es gibt ein polnisches Projekt zur Erstellung eines deutsch-polnischen Kommersbuches, in dem gezielt alte deutsch-schlesische Studentenlieder aus Breslau, die in heutigen Auflagen deutscher Kommersbücher nicht mehr vorkommen, wiederbelebt und mit polnischen Studentenliedern gemeinsam publiziert werden sollen. Schließlich ist Kindlebens Fassung von Gaudeamus igitur im angelsächsischen Sprachraum bis hin nach Amerika sehr verbreitet und gilt dort als das traditionelle Studentenlied überhaupt.
Das metternichische Unterdrückungssystem verhinderte in der ersten Hälfte des 19. Jahrhunderts noch eine Ausbreitung der studentischen Liedkultur in die deutschsprachigen Universitäten der Habsburgermonarchie. Die teilweise jahrhundertealten studentischen Kulturen des Mittelmeerraumes (Italien, Spanien) zeigten keine wesentlichen Einflüsse aus Mitteleuropa.
Nach Aufhebung der Karlsbader Beschlüsse 1848 etablierten sich die Studentenverbindungen als gesellschaftlich anerkannte außerfachliche Erziehungseinrichtungen an den Universitäten. Anerkannte Dichter und Komponisten konnten sich jetzt mit dem Thema beschäftigen und sich durch die Schaffung von studentischem Liedgut profilieren, was auch geschah. Spätestens ab 1859 blühte die (Lied-)Kultur der Studentenverbindungen auch auf den Universitäten der Donaumonarchie auf, so in Wien, Innsbruck, Graz, Prag, Brünn und Czernowitz.

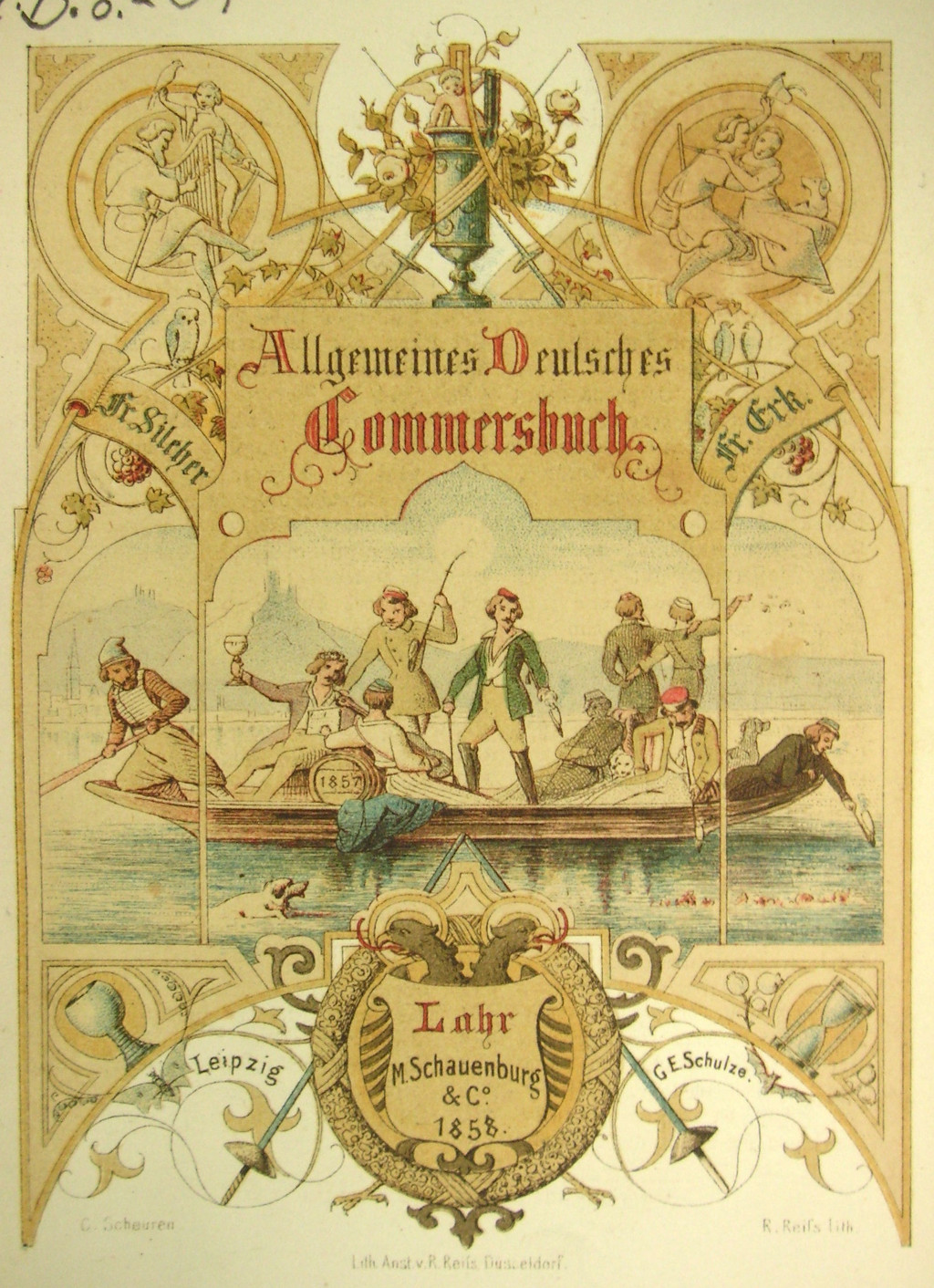
Titelblatt des Allgemeinen Deutschen Kommersbuches von 1858

Das Allgemeine Deutsche Kommersbuch wurde 1858 zum ersten Mal herausgegeben und erlebte im Januar 2021 die 167. Auflage. Mit diesem Buch wurde in der Mitte des 19. Jahrhunderts eine verbindliche und standardisierte Sammlung von Studentenliedern geschaffen, deren Definition des Studentenlieds bis heute Gültigkeit hat.
Eine ganze Industrie für studentische und akademische Memorabilia (Andenken) entstand im gesamten deutschsprachigen Raum. Grafiken, Kunstpostkarten und Romane beschäftigten sich mit der (verbindungs)studentischen Kultur, wobei nicht selten auf das Studentenlied als Stichwortgeber zurückgegriffen wurde. Studentenlieder lieferten sehr häufig die Titel von Bildern und Büchern, ab den 1920er bis in die 1950er Jahre auch von Kinofilmen.
Während der sowjetischen Besatzungszeit nach dem Zweiten Weltkrieg und den Anfängen der kommunistischen Herrschaft in der entstehenden DDR wurden die traditionellen Studentenverbindungen zusammen mit ihrem traditionellen Liedgut aus dem öffentlichen Leben verbannt und dem Vergessen anheimgegeben. Sie galten als kulturelles Merkmal des Bürgertums, dessen Herrschaft durch den Sozialismus überwunden werden sollte. Die Verbindungen mussten ihren Betrieb einstellen und verlegten sich in den Westen.
In den 1960er Jahren erwachte aber auch in der DDR bei den Studenten das Interesse an den Traditionen, das sich zuerst in der Pflege des alten Liedgutes zeigte. Kommersbücher waren kaum zu bekommen und mussten von Dachböden zusammengesammelt und zur Vervielfältigung von Hand abgeschrieben werden. Auch wurde altes studentisches Couleur zusammengesucht oder laienhaft nachgefertigt. Damit wurden die ersten Versuche unternommen, die Traditionen wohl mehr nachzuspielen als zu pflegen. Aber auch das musste heimlich geschehen, denn die staatlichen Stellen duldeten keinen Rückgriff auf vorsozialistische Traditionen oder die Bildung von staatlich nicht kontrollierten Organisationen. Ein Rückzugsgebiet bildeten hier die Katholischen und Evangelische Studierendengemeinden, in denen unbehelligt von staatlichen Stellen vorsozialistische Lieder gesungen werden konnten.
Zu Beginn der 1980er Jahre bildeten sich – ohne Kontakte und zuerst noch ohne Beeinflussung aus dem Westen – neue Studentenverbindungen in der DDR, für die das studentische Couleur und das Studentenlied wichtige Identitätsmerkmale wurden. Die Macht der Kommunisten war zu dem Zeitpunkt bereits so geschwächt, dass ab 1987 erste öffentliche Auftritte in Couleur und das Singen von traditionellen Studentenliedern bei mehr oder weniger offiziellen Anlässen möglich wurden. Einer der letzten Versuche der DDR-Führung, die Entwicklung zu kontrollieren, lag darin, die Aktivitäten zur studentischen Traditionspflege den Organisationen der Freien Deutschen Jugend (FDJ) zu unterstellen, was aber nur teilweise und kurzfristig gelang.
So versuchte die FDJ 1987 aus Anlass des 170. Jubiläums des Wartburgfestes, an die Tradition des Studentenliedes anzuknüpfen, und gab aus diesem Anlass ein Liederbuch heraus, das traditionelle Studentenlieder mit Liedern der FDJ verband. In den letzten Jahren der DDR wurden auch Liederbücher und Schallplatten mit traditionellen Studentenliedern herausgegeben. Kompromisse wie diese konnten aber den Niedergang der DDR nicht aufhalten. Heute bilden die neu gegründeten Studentenverbindungen mit den aus dem Westen zurückgekehrten eine neue studentische Verbindungsszene, zu der auch das Studentenlied gehört.
Die heute von Studentenverbindungen verwendeten Kommersbücher beinhalten hauptsächlich Lieder, die im 19. Jahrhundert oder dem ausgehenden Kaiserreich entstanden sind, einige wenige stammen aus der zweiten Hälfte des 18. Jahrhunderts. Lieder aus den späteren Jahrzehnten des 20. Jahrhunderts haben bisher keine Aufnahme in den traditionellen Kanon der Kommersbücher gefunden.
Heute wird das traditionelle studentische Liedgut fast nur noch in Studentenverbindungen gepflegt und gesungen. Außerhalb der traditionsorientierten Studentenverbindungen werden die althergebrachten Texte und Melodien jedoch als nicht mehr zeitgemäß empfunden. Dies entspricht dem gebrochenen Verhältnis, das viele Menschen am Beginn des 21. Jahrhunderts auch zu den traditionellen deutschen Volksliedern haben.

## Themen

Anonyme Erstveröffentlichung des Studentenliedes O alte Burschenherrlichkeit in der Berliner Zeitschrift Der Freimüthige vom 9. August 1825

Die Lieder behandeln in ihren Texten traditionell Themen, die junge Männer bewegen, die ihrem Elternhaus zumindest für eine gewisse Zeit entkommen konnten. Typisch für diese soziale Gruppe sind die in früheren Jahrhunderten unübliche individuelle Freiheit und Ungebundenheit sowie eine besonders ausgeprägte Lebenslust. Das spiegelt sich wider in den Themen: Feiern (Essen, Trinken, Rauchen), Liebe/Sexualität – vgl. die filia hospitalis – sowie Freude an der Natur und ihren Jahreszeiten.
Bei gewissen Themen bestand ein fließender Übergang zwischen Studenten- und Volkslied. Auch Soldatenlieder hatten – auf Grund der Biographien vieler Studenten – Einfluss auf das Studentenlied. Die später entstandenen und im studentischen Gebrauch verwendeten Landsknechtslieder sind jedoch eher historisierenden Ursprungs und hiervon abzugrenzen.
Auch trugen fachspezifische Ausbildungsstätten wie Forst- und Bergakademien entsprechendes traditionelles Liedgut bei, so dass bis heute Jäger- und Bergmannslieder, wie zum Beispiel das Steigerlied, zum Repertoire der Kommersbücher gehören.
An Technischen Universitäten hat sich bis heute eine gewisse Nähe zu den Liedern der Handwerksgesellen gehalten. Während das Verhältnis von Studenten und Handwerksburschen an den wissenschaftlichen Hochschulen sehr feindselig war, standen die Studenten an den neuen polytechnischen Hochschulen des 19. Jahrhunderts dieser Kultur näher, was auch zu einem Austausch von Liedgut führte.
Ab etwa 1800 wurden die studentischen Traditionen an deutschen Hochschulen zunehmend von den Studentenverbindungen im heutigen Sinne gepflegt und weiterentwickelt. Das führte dazu, dass in der zweiten Hälfte des 19. Jahrhunderts aus der allgemeinstudentischen Kultur die Kultur der Studentenverbindungen wurde. Diese Verbindungen verloren ab etwa 1848 den Nimbus der verbotenen Zusammenschlüsse von ungehorsamen Jugendlichen und wurden zu etablierten Institutionen der außerwissenschaftlichen Erziehung der Studenten. Durch die Bildung von Altherrenschaften, also den Organisationen der nicht mehr studierenden Mitglieder, entstand eine neue Art von Studentenlied, die mehr aus dem Alter auf die „schöne Jugendzeit“ zurückblickte (O alte Burschenherrlichkeit).
Durch diese zunehmenden Kontakte zum Bildungsbürgertum entwickelten sich auch neue Themen im Studentenlied. Besonders typisch ist dabei eine Liedform, die sich in scherzhafter Form mit historischen Themen auseinandersetzte. Berühmtester Dichter dieser Liedgattung war Joseph Victor von Scheffel.
Seit den Befreiungskriegen und besonders nach der Reichsgründung 1871 wurden „vaterländische“ Lieder, also Lieder über die deutsche Nation und ihre Wehrhaftigkeit zu beliebten Liedern deutscher Studenten. Sie wurden zum festen Programmpunkt feierlicher studentischer Veranstaltungen.

## Musikbegleitung
Zur Begleitung des studentischen Kneipgesangs sind auf frühen Darstellungen keine Instrumente zur Musikbegleitung zu sehen. Das Klavier zur Gesangsbegleitung (auch scherzhaft Bierorgel genannt) kam wohl erst mit der Errichtung der ersten Verbindungshäuser in den Jahrzehnten um 1900 in Gebrauch.
Jedoch finden sich Darstellungen aus dem frühen 19. Jahrhundert, in denen Saiten- und Blasinstrumente zur Gesangsbegleitung bei Wanderungen, Spaziergängen und Umzügen eingesetzt werden. Auch wurden bei Ständchen für Damen wohl derartige Instrumente verwendet.
Im 18. Jahrhundert war es wohl auch üblich, dass sich Studenten bei privaten Gelagen (dem sogenannten Schmaus) im Haus eines Kommilitonen als Musikanten engagierten, die dann nach dem Essen, Trinken und Rauchen auch zum Tanz aufspielten. Hierbei wird es sich aber wohl um volkstümliche Tänze gehandelt haben und nicht um Studentenlieder.

## Funktionen von Studentenliedern

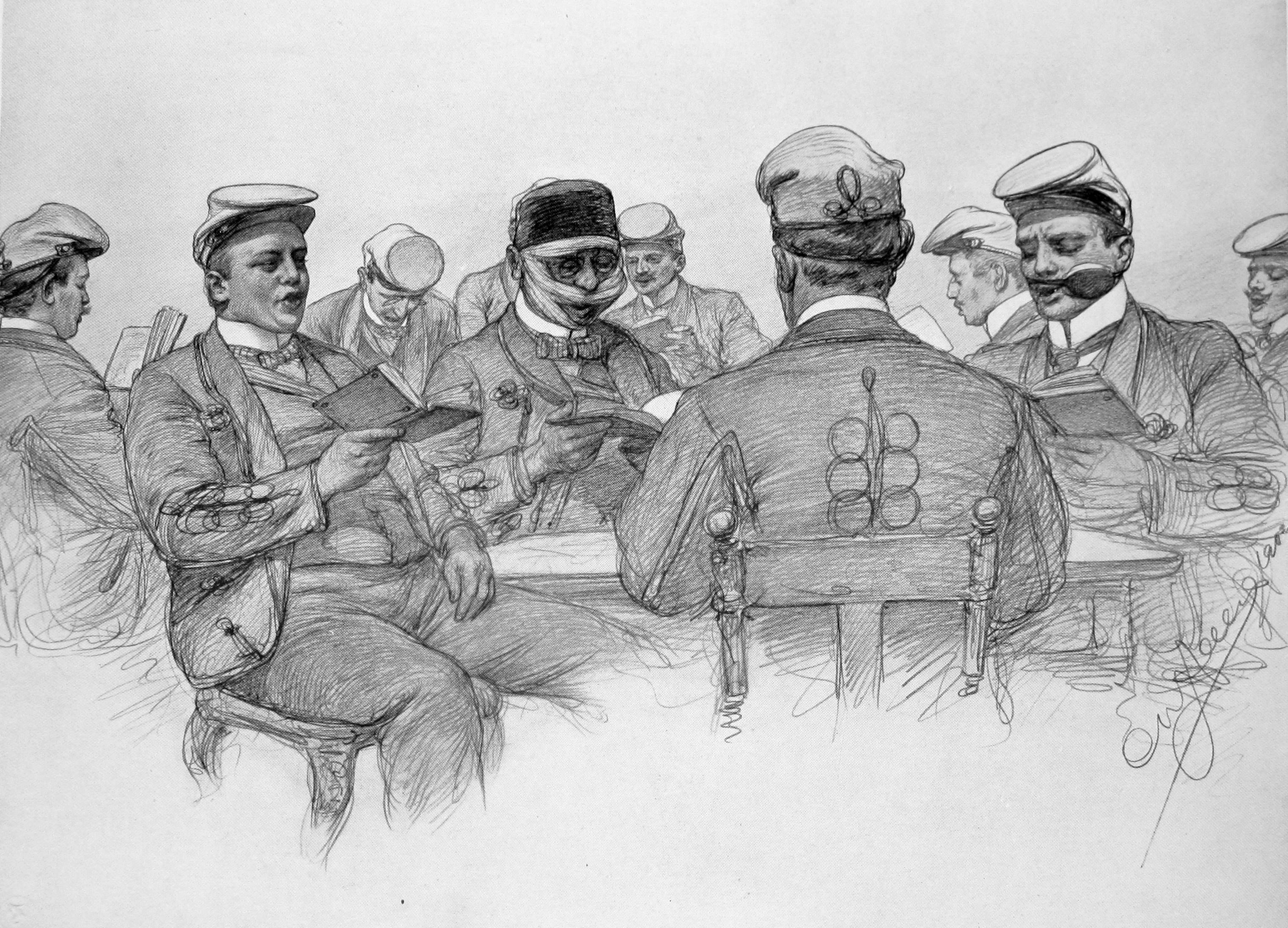
Christian Wilhelm Allers: Beim Gesang, 1902

Traditionell werden Studentenlieder in Studentenverbindungen nicht nur aus reiner Sangesfreude angestimmt, sondern als Begleitung bestimmter traditioneller Rituale oder zur Markierung bestimmter Phasen einer studentischen Kneipe oder eines Kommerses verwendet. Die dabei befolgten Regelungen sind bei unterschiedlichen Verbindungstypen, ja sogar bei einzelnen Verbindungen desselben Typs sehr unterschiedlich. Im Folgenden einige Beispiele.

### Farbenstrophe/Farbenlied
Praktisch alle Studentenverbindungen haben ein sogenanntes „Farbenlied“ oder zumindest eine „Farbenstrophe“, die am Ende eines bestimmten Liedes von den Vertretern der jeweiligen Verbindung zur selben Melodie gesungen wird. Oft wird auch ausschließlich die Farbenstrophe gesungen. Dabei handelt es sich um musikalische Identitätssymbole, die zur Stärkung und Symbolisierung der Gemeinschaft des Lebensbundes, den eine jede Verbindung darstellt, dienen. Im Text wird jeweils individuell auf die Verbindung und ihre Identitätsmerkmale Bezug genommen. In der Regel wird den Farben der Verbindung eine bestimmte Bedeutung gegeben. Bei historisch-landsmannschaftlich ausgerichteten Verbindungen können das Bezüge zur Herkunftsregion der frühen Mitglieder sein oder bei Verbindungen, die auf spezielle Fakultäten ausgerichtet sind oder waren (zum Beispiel Studentische Jagdverbindungen), zum Studienfach.
Bei schlagenden Verbindungen sehr populär ist die sogenannte Farbenstrophe, die nach der letzten Strophe des Liedes So pünktlich zur Sekunde... gesungen wird, wobei der Text standardisiert ist, nur der Verbindungsname und die Farben des Couleurbandes werden jeweils individuell eingesetzt. Fiktives Muster (variable Teile in Großbuchstaben):
FRANCONIA, dir gehör ich
Mit Herz und auch mit Hand.
Auf deine Farben schwör ich,
Das SCHWARZ-WEISS-GRÜNE Band.
FRANCONIA soll’s beweisen,
Beweisen durch die Tat,
Des FRANKEN Herz und Eisen
Stets brav geschlagen hat.
Falls die letzte Farbe der Verbindung Rot, Blau oder Weiß sein sollte, gibt es spezielle Varianten für die Zeile zwei: Bei Rot gehör’ ich bis zum Tod, bei Blau Du Eich’ auf grüner Au, bei Weiß Dich lieb ich innig heiß.
Im katholischen Verbindungsstudententum ist der Inhalt der Farbenstrophe hingegen nicht standardisiert. Zumeist wird die Melodie des Liedes Wenn wir durch die Straßen ziehen herangezogen.
Farbenlieder und Farbenstrophen werden in der Regel zum Ende des offiziellen Teils einer Kneipe, bei der Aufnahme neuer Mitglieder oder bei anderen feierlichen Anlässen gesungen.
Alternativ wird zu diesem Zeitpunkt bei einigen Verbänden, häufig nach der Nationalhymne, das Verbandslied gesungen, beim katholischen CV beispielsweise Laßt, ihr buntbemützten Scharen.

### Landesvater

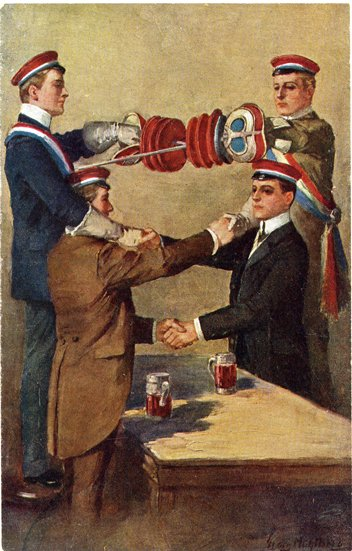
Landesvater von Georg Mühlberg (1863–1925)

Ein feierlicher Landesvater ist ein jahrhundertealtes studentisches Ritual, das auch heute noch abgehalten wird, bei den meisten Verbindungen aber nur alle fünf Jahre zum großen Stiftungsfest.
Zur Durchführung des Landesvaters wird das Lied Alles schweige, jeder neige / ernsten Tönen nun sein Ohr gesungen, das von August Niemann unter Verwendung älterer Vorbilder im Jahre 1781 gedichtet wurde. Dieses Lied enthält den Vers Landesvater, Schutz und Rater, der schon seit 1650 belegt ist und dem Brauch seinen Namen gab.
Die heute gesungene Form stammt von Friedrich Silcher aus dem Jahre 1823 und beinhaltet verschiedene Liedteile mit insgesamt drei verschiedenen Melodien für die einzelnen Phasen des Landesvaters, wie Durchbohren der Mützen, Pause und Wiederaufnehmen der Mützen sowie Schluss.

### Struktur der Kneipe
Bei den meisten Verbindungen gibt es bestimmte Traditionen, wann welche Lieder bei einer Kneipe oder einem Kommers gesungen werden. Generell gilt, dass die feierlicheren Lieder im offiziellen Teil, die lockeren im inoffiziellen Teil angestimmt werden. Bei einigen Verbindungen gibt es bestimmte Lieder für den Anfang einer Kneipe. So ist es bei den Corps im Kösener Senioren-Convents-Verband üblich, als Reverenz an den traditionellen Versammlungsort Rudelsburg jede Kneipe mit dem Lied Dort Saaleck, hier die Rudelsburg zu beginnen. Bei katholisch-österreichischen Verbindungen ist sehr häufig Gaudeamus igitur das erste, Wenn wir durch die Straßen ziehen das letzte Lied.

## Studentische Liedgattungen

### Vagantenlieder des Mittelalters
Vagantendichtung bezeichnet die mittelalterliche weltliche Lyrik, die oft (aber nicht ausschließlich) von reisenden Klerikern und Scholaren stammt. Allgemein bekannt sind noch die Lieder des Codex Buranus, die sogenannten Carmina Burana, die durch Carl Orffs Vertonungen von 1937 populär wurden.
So stammen aus frühen mittelalterlichen Quellen Bestandteile des Liedes Gaudeamus igitur. International verbreitet ist die Fassung, die von Christian Wilhelm Kindleben im Jahre 1781 schriftlich festgehalten wurde.
Gaudeamus igitur
|:Gaudeamus igitur, iuvenes dum sumus:|
Post iucundam iuventutem, post molestam senectutem
|:Nos habebit humus:|.
Deutsch:
Lasst uns also fröhlich sein, so lange wir noch jung sind.
Nach angenehmer Jugendzeit, nach beschwerlichem Alter
Wird uns die Erde zu sich nehmen.
Weniger bekannt, aber noch in jedem heutigen Kommersbuch verzeichnet, ist das Lied Meum est propositum, das in den Carmina Burana aufgeführt ist und auf einen Textbestandteil der Vagantenbeichte (Aestuans interius ira vehementi) zurückgeht, die von dem mittelalterlichen Dichter Archipoeta vermutlich um 1163 in Pavia als Beichte über sein verlottertes Leben verfasst worden ist. Der Verfasser, vermutlich ein ehemaliger Medizinstudent, arbeitete als Auftragsdichter für den Kölner Erzbischof Rainald von Dassel.
Meum est propositum
Meum est propositum in taberna mori
Ubi vina proxima morientis ori.
Tunc cantabunt laetius angelorum chori:
Deus sit propitius isti potatori, isti potatori.
Deutsch:
Mein Vorsatz ist es, in der Schenke zu sterben,
Wo der Wein dem Munde des Sterbenden nahe ist;
Freudiger werden dann die Chöre der Engel singen:
„Gott sei diesem Trinker, diesem Trinker gnädig.“
(Archipoeta, um 1163)
Im 19. Jahrhundert entstandene studentische Wanderlieder nehmen oft historisierend auf die mittelalterlichen „fahrenden Schüler“ Bezug.

### Rundgesänge
In historischen Quellen sind für das 18. Jahrhundert sogenannte Rundgesänge überliefert, bei denen reihum jeder Teilnehmer eines studentischen Gelages (heute: Kneipe) eine Strophe improvisieren musste. Der Refrain wurde dann von der gesamten Gesellschaft gemeinsam gesungen.
Im Laufe der Zeit wurden dann wohl die beliebtesten Strophen weiter überliefert und die Versionen zunehmend standardisiert. Einige dieser Lieder fanden Aufnahme in die Kommersbücher. Sie sind daran zu erkennen, dass sie meist auf das 18. Jahrhundert datiert sind, viele, aber kurze (meist zweizeilige) Strophen haben und einen langen, oft mehrfach wiederholten Refrain, der Zeit zum Nachdenken für das Erfinden der nächsten Strophe ließ. Das literarische Niveau ist dabei meist niedrig, die Sprache stammt aus der jugendlichen Alltagssprache des 18. Jahrhunderts.
Beispiele (nur ausgewählte Strophen):
Ça, ça geschmauset
Ça, ça geschmauset, lasst uns nicht rappelköpfisch sein! 
Wer nicht mithauset, der bleibt daheim. 
Refrain: Edite, bibite collegiales, post multa saecula pocula nulla.
(frei übersetzt: „Esst und trinkt, Kommilitonen, in ferner Zukunft wird es keine Gelage mehr geben!“)
Der Herr Professor liest heute kein Kollegium,
Drum ist es besser, man trinkt eins rum.
Refrain
Trinkt nach Gefallen, bis ihr die Finger danach leckt.
Dann hat’s uns allen recht wohl geschmeckt.
Refrain
Auf, auf ihr Brüder! Erhebt den Bacchus auf den Thron
Und setzt euch nieder, wir trinken schon.
Refrain
(Text und Melodie unbekannter Herkunft)
Es leben die Studenten
Es leben die Studenten stets in den Tag hinein,
Wär’n wir der Welt Regenten, sollt immer Festtag sein.
Refrain: Fürwahr, fürwahr, das ist doch sonderbar.
Wir jubeln, singen, trinken wohl durch die ganze Nacht,
Solang die Sternlein blinken, wird an kein’ Rast gedacht.
Refrain
Doch sind geleert die Taschen, dann ziehen wir nach Haus.
Man lebt bei leeren Flaschen nicht gut in Saus und Braus.
Refrain
(Melodie übernommen vom französischen Studentenlied Mon père est à Paris, Text aufgezeichnet von Christian Dehn, 1807 bis 1852, Corps Vandalia Rostock)

### Trinklieder
Hauptsächlich im 19. Jahrhundert entstanden studentische Trinklieder, die mit einem gewissen literarischen Anspruch aus den improvisierten Kneipgesängen des 18. Jahrhunderts herausragten, in die Kommersbücher aufgenommen wurden und bis heute gern und oft gesungen werden. Der prominenteste Autor eines dieser Lieder ist Johann Wolfgang von Goethe, der 1810 das Lied Ergo bibamus (deutsch: „Also lasst uns trinken“) schrieb. Dieses Lied wurde von Max Eberwein 1813 vertont.

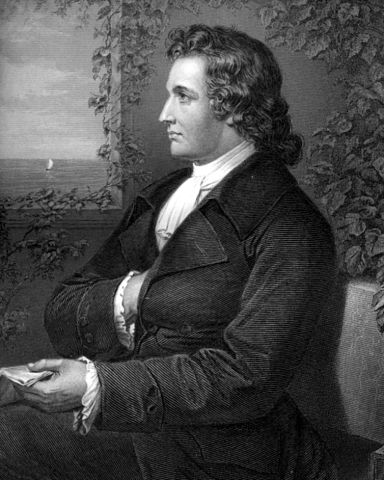
Johann Wolfgang von Goethe

Ergo bibamus
Hier sind wir versammelt zu löblichem Tun,
Drum Brüderchen, ergo bibamus!
Die Gläser, sie klingen, Gespräche, sie ruhn;
Beherziget: ergo bibamus!
Das heißt noch ein altes, ein tüchtiges Wort
Und passet zum ersten und passet so fort
Und schallet ein Echo, vom festlichen Ort,
|: Ein herrliches: ergo bibamus! :| 
(Text: Johann Wolfgang von Goethe 1810, Melodie: Max Eberwein 1813)

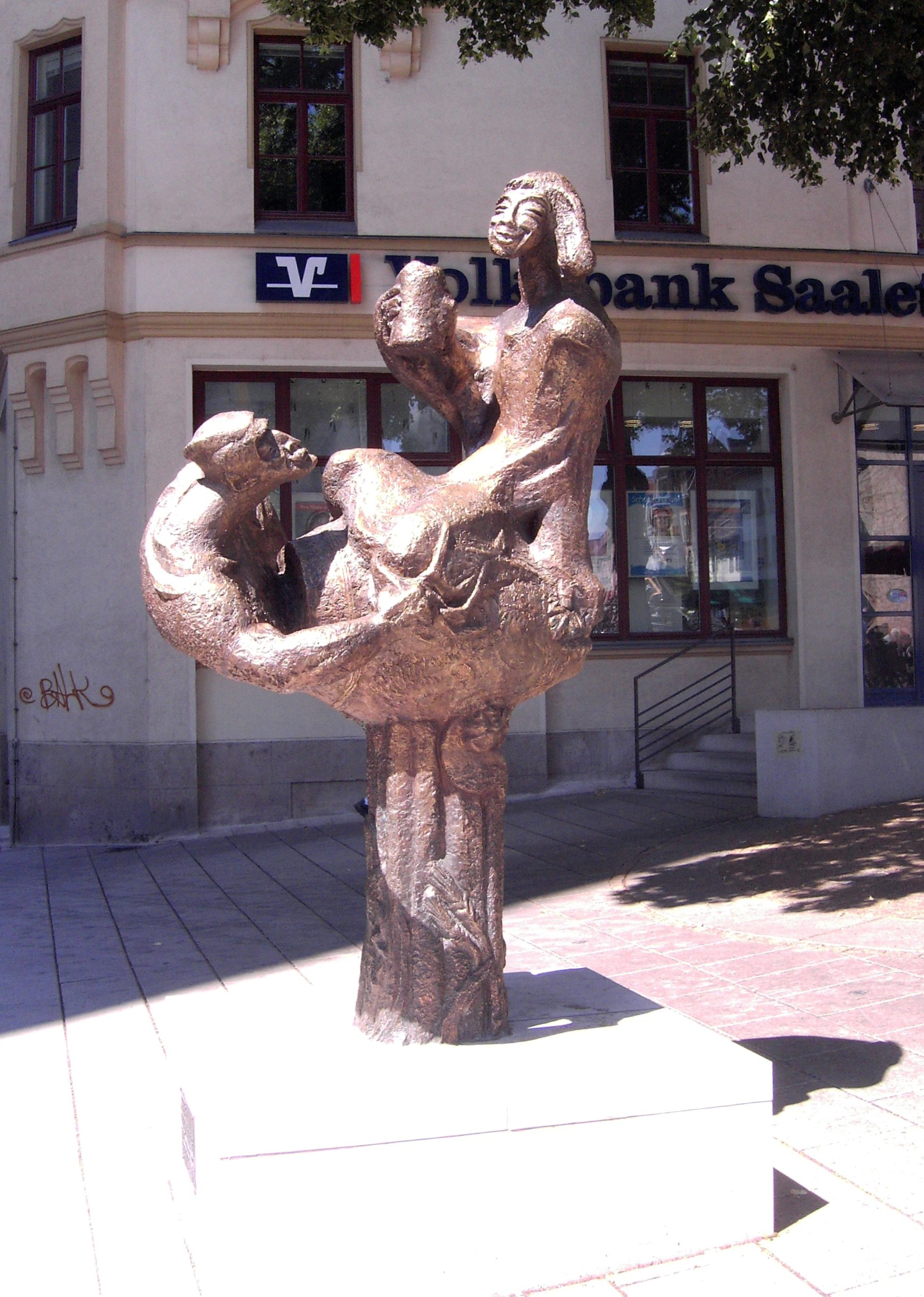
Ergo bibamus in Jena

Ausdrücklich nach dem Goethe-Text wurde ein Denkmal benannt, das zu DDR-Zeiten im Jahre 1986 in Jena auf dem Standort des ehemaligen Brauhauses der Universität im Brunnen neben dem Anatomieturm (Leutragraben) aufgestellt wurde. Ausgeführt wurde das Denkmal von dem Jenaer Künstler Freimut Drewello. Als Material wurde DDR-typisch „Plaste“ (Kunststoff) gewählt.
Die Idee für dieses Denkmal entstand im Jahre 1983 während des Jenaer Brauermarktes. Die Skulptur stellt einen biertrinkenden Studenten dar, der auf einem Bierfass reitet, aus dessen Spundloch eine Teufelsgestalt hervorkommt. Die offizielle Begründung für die Errichtung des Denkmals war das Gedenken an das Akademische Brau- und Schankrecht aus dem Jahre 1548, an das Rosenprivilegium vom 21. Mai 1570 für die Schankstatt „Zur Rosen“ und an das von 1594 bis 1903 bestehende Akademische Brauhaus. Auch wurde der Bezug zu dem Goethe-Text offiziell erwähnt. Inoffiziell mag das aufkeimende Interesse an vorsozialistischen studentischen Traditionen in der DDR der frühen 1980er Jahre eine Rolle gespielt haben. Jena war hierbei einer der Hauptorte.
Im August 2000 musste das Denkmal wegen Materialversprödung endgültig in einem Magazin der Universität verstaut werden. Eine Spendensammlung ermöglichte einen Bronzenachguss am Eingang zur Wagnergasse, einem Ort studentischen Nachtlebens in Jena und nicht weit vom Originalstandort entfernt.
Das Lied Ergo bibamus wurde auch im Jahre 2002 von der Folk-Gruppe Liederjan im Rahmen der Veröffentlichung eines Albums mit Goethe-Texten neu aufgenommen.
Ein weiteres Beispiel für ein studentisches Trinklied vom Ende des 19. Jahrhunderts, mit literarischer, romantisierender Sprache und komplexer Melodie in der Strophe und eingängigem Refrain, das heute noch populär ist und viel gesungen wird:
Beim Rosenwirt am Grabentor
Beim Rosenwirt am Grabentor
Des Abends um halb sechs
Den Hammer schwingt der Wirt empor
Und schlägt den Zapfen ex!
Das schlurrt und glurrt aus feuchter Nacht
Vom Spundloch in die Kann’,
Ei seht, wie’s Antlitz jedem lacht,
Jedwedem Zechersmann:
Refrain: |: Bierlein, rinn! Bierlein, rinn!
Was nutzen mir die Kreuzerlein,
Wenn ich gestorben bin! :|
(Text: Julius Rudolf Gspandl 1896, Melodie: Otto Lob 1896)
Manche Trinklieder behandeln thematisch nicht nur das Trinken und das fröhliche Beisammensein, sondern manchmal auch den Rausch nach dem Trinken. Dieses Thema verschließt sich normalerweise der dichterischen Behandlung. Aber es gibt auch literarisch interessante Lösungen, wie das folgende Beispiel zeigt:
Fahrender Schüler
Der Sang ist verschollen,
Der Wein ist verraucht,
Stumm irr’ ich und träumend umher.
|: Es taumeln die Häuser, vom Sturme umhaucht,
Es taumeln die Wellen ins Meer. :|
Die Wolken sie tanzen,
Manch Sternlein fällt,
Hat tief in den Wolken gezecht;
|: Ich steh’ wie ein Fels, wie die Angel der Welt,
Wie ein Kaiser in Freiheit und Recht. :|
…
(entstanden vor 1855)

### Liebeslieder
Seit dem Mittelalter war die gesellschaftliche Situation an den Hochschulorten dadurch geprägt, dass junge Männer aus meist reichem Elternhause in einer provinziellen Kleinstadt (in Residenzstädten wurden selten Universitäten gegründet) darauf angewiesen waren, von der meist ärmlichen Bevölkerung Beherbergungs- und Bewirtungsdienstleistungen einzukaufen. So bildete sich an diesen Orten schnell eine Infrastruktur, die ideal auf die Bedürfnisse (und Laster) der jungen Leute ausgerichtet war. Das Wohlstandsgefälle sorgte dabei für so manche Fehlentwicklung, denn die Dienstleistungen der örtlichen Bevölkerung beschränkten sich nicht auf Kost und Logis, sondern richteten sich ziemlich schnell auch auf die sexuellen Bedürfnisse der Studenten aus. Oft waren es die jungen Töchter der Wirtsleute oder anderer unterprivilegierter Familien, die für die Prostitution herhalten mussten.

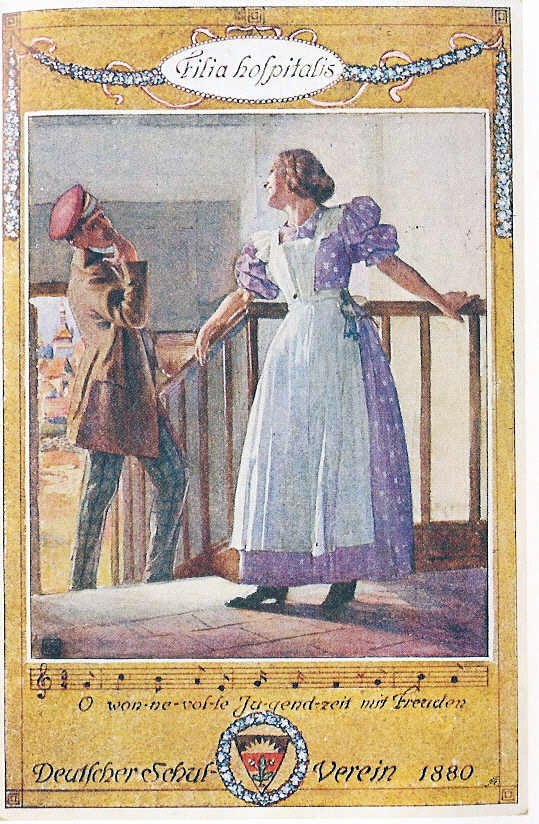
Romantisierende Umsetzung des Liedes von der filia hospitalis aus der zweiten Hälfte des 19. Jahrhunderts

Die im 19. Jahrhundert entstandenen Studentenlieder romantisieren diese Situation, indem sie die Begegnung zwischen dem jungen Studenten und dem Wirtstöchterlein oft als erste unschuldige junge Liebe darstellen. Besonders markant wurde der Begriff der Filia hospitalis, also der Wirtstochter, in dem vielzitierten Lied O wonnevolle Jugendzeit.
O wonnevolle Jugendzeit
O wonnevolle Jugendzeit mit Freuden ohne Ende,
Mit Minnefahrten weit und breit, wo sich die Schönste fände.
Ich grüße dich, du junges Blut, bin jedem hübschen Weibe gut,
Und doch ist nichts aequalis der filia hospitalis.
Ich kam als krasser Fuchs hierher und spähte in den Gassen,
Wo mir ein Bett und Zimmer wär’, den langen Leib zu fassen.
Fand Sofa nicht, noch Stiefelknecht, und doch war mir die Bude recht,
Denn keine ist aequalis der filia hospitalis.
Sie ist ein gar zu herzig Kind mit ihren blonden Zöpfen,
Die Füßchen laufen wie der Wind im Schuh mit Quast und Knöpfen;
Die Schürze bauscht sich auf der Brust, allwo ich schau’ ist eitel Lust,
Und keine ist aequalis der filia hospitalis.
…
(Text: Otto Kamp (1850–1922), Melodie Otto Lob (1834–1908))
Das 1828 erschienene Jägers Liebeslied ist ein in D-Dur gehaltenes Lied von unbefangen-heiterem Gestus und beschreibt zunächst ein lyrisches Ich auf verschiedenen Jagdabenteuern, welches immer wieder von der allfälligen Liebe heimgesucht wird.
Ich schieß den Hirsch

Ich schieß’ den Hirsch im dunklen Forst,

Im stillen Tal das Reh,

Den Adler auf dem Klippenhorst,

Die Ente auf dem See.

Kein Ort der Schutz gewähren kann,

Wenn meine Flinte zielt,

Und dennoch hab’ ich harter Mann

Die Liebe auch gefühlt.

Verbreitet ist eine Interpretation als volkstümliches Jagdlied mit Anspielung auf ein weibliches Feinsliebchen. Der Text spielt mit den Deutungsmöglichkeiten vom Genus der Lichtgestalt und des Liebchens und des damit angesprochenen männlichen Freundes.

Wenn sie dann auf mich niedersieht,

Wenn mich ihr Blick durchglüht,

Da weiß ich, wie dem Wild geschieht,

Das vor dem Rohre flieht.

Der Ursprung ist ein von Franz Schubert im Februar 1827 vertontes Gedicht von Franz von Schober und feiert deren Männerfreundschaft.

### Scherzhaft-historische Lieder
Die Gattung der scherzhaft-historischen Lieder ist mit dem Namen des Dichters und Burschenschafters Joseph Victor von Scheffel verbunden, der das Bildungsbürgertum des 19. Jahrhunderts mit seinen Werken erfreute. Die Zielgruppe war eigentlich nicht nur die Studentenschaft, aber im Kreise der sangesfreudigen Studenten fanden sie schnell viele Freunde und wurden auch in Kommersbüchern verbreitet. Kennzeichnend für den Inhalt der Texte ist der Umstand, dass eine historisch bekannte Figur oder eine Figur aus einem historisch bekannten Umfeld mit alltäglichen, manchmal allzu menschlichen Problemen oder eigenen Lastern konfrontiert wird und daran scheitert.
Eines der bekanntesten Lieder, das gleichzeitig – hier unter Bezug auf das Motiv der Varusschlacht – noch den nationalen Geist der Epoche karikiert, ist
Als die Römer frech geworden
Als die Römer frech geworden,
Sim serim sim sim sim sim,
Zogen sie nach Deutschlands Norden,
Sim serim sim sim sim sim,
Vorne mit Trompetenschall,
Tä terä tä tä tä,
Ritt der Generalfeldmarschall,
Herr Quinctilius Varus,
Refrain:
Wau, wau, wau, wau, wau,
Herr Quinctilius Varus,
|: Schnäde räng täng :|
Schnäde räng täng, de räng täng täng
…
O Quinctili, armer Feldherr,
Dachtest du, daß so die Welt wär’?
Er geriet in einen Sumpf,
Verlor zwei Stiefel und einen Strumpf
Und blieb elend stecken.
Refrain
…
(Text: Joseph Victor von Scheffel 1847, Melodie: Ludwig Teichgräber 1875)
Heute noch oft und gern gesungen wird auch das Lied:
Altassyrisch
Im schwarzen Walfisch zu Askalon,
Da trank ein Mann drei Tag’,

Joseph Victor von Scheffel

|: Bis dass er steif wie ein Besenstiel
Am Marmortische lag. :| 
Im schwarzen Walfisch zu Askalon,
Da sprach der Wirt: „Halt an!
|: Der trinkt von meinem Dattelsaft
Mehr als er zahlen kann.“ :| 
Im schwarzen Walfisch zu Askalon,
Da bracht’ der Kellner Schar
|: In Keilschrift auf sechs Ziegelstein’
Dem Gast die Rechnung dar. :| 
…
(Text: Joseph Victor von Scheffel 1854, Melodie: Es war einmal ein Zimmergesell’)
Aber auch andere Autoren schrieben Lieder in dieser Art, so auch das besonders im inoffiziellen Teil einer studentischen Kneipe eifrig gesungene Wütend wälzt sich einst im Bette
Wütend wälzt sich einst im Bette
Kurfürst Friedrich von der Pfalz;
gegen alle Etikette
brüllte er aus vollem Hals:
|: Wie kam gestern ich ins Nest?
Bin scheint’s wieder voll gewest! :|
Na, ein wenig schief geladen,
grinste drauf der Kammermohr,
selbst von Mainz des Bischofs Gnaden
kamen mir benebelt vor,
|: war halt doch ein schönes Fest:
Alles wieder voll gewest! :|
…
(Text: August Schuster 1887, Melodie: Karl Hering 1887)

### „Altherren“-Lieder

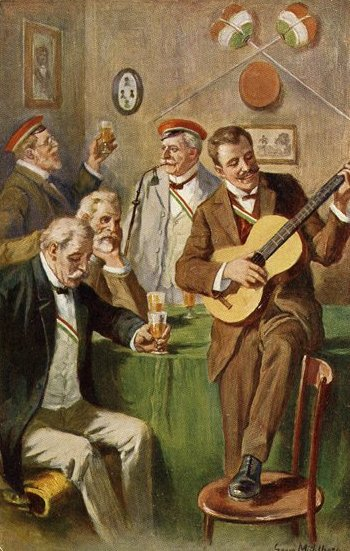
Georg Mühlberg – O alte Burschenherrlichkeit: Alte Herren einer Studentenverbindung denken beim Trinken und Singen an ihre Jugendzeit zurück.

Als nach 1848 mit der Aufhebung der Karlsbader Beschlüsse die Studentenverbindungen und überhaupt die ganze traditionelle studentische Kultur nicht mehr Ausdruck jugendlichen Ungehorsams und Übermuts waren, sondern sich zu einer etablierten Einrichtung der außerfachlichen Erziehung junger Akademiker entwickelte, konnten sich auch ehemalige Studenten zu dieser Kultur und zu ihrer Vergangenheit als „alten Burschen“ bekennen. Diese Erinnerungen – verdichtet auch in Studentenliedern übermittelt – waren in der Regel wehmütig, weil die goldene Jugendzeit so schnell verflogen war und das ledern Philisterium sich gar zu öde darstellt. Teilweise blitzt aber auch ein Funken Optimismus aus den Texten, denn die „alten Burschen“ leben noch, zumindest im Geiste, wo „der rechte Sinn stets walten“ wird.
Der erste überlieferte Text dieser Art ist das berühmte Rückblicke eines alten Burschen, erstmals veröffentlicht im Jahre 1825, zu dieser Zeit aber wohlweislich noch anonym. Das Lied ist besser bekannt unter dem heutigen Titel O alte Burschenherrlichkeit (siehe dort). Eine Zusammenfassung des studentischen Lebens stellt das Lied Student sein dar.
In der zweiten Hälfte des 19. Jahrhunderts tauchen mehrere Lieder zu diesem Thema in den Kommersbüchern auf, wobei auch alte oder ganz alte Lieder in die Neudichtung einbezogen werden. So gibt es auch einige ergänzende Dichtungen vor allem zum Lied Gaudeamus igitur.
Als ich schlummernd lag heut’ Nacht
Als ich schlummernd lag heut’ Nacht,
lockten süße Träume,
schimmernd in der Jugendpracht,
mich in ferne Räume.
Krasses Füchselein saß ich schlank
in der Kneipe wieder
und in vollem Chore klang
laut das Lied der Lieder:
|: Gaudeamus igitur,
juvenes dum sumus; :|
post jucundam juventutem,
post molestam senectutem
|: nos habebit humus! :|
…
(Text: Adolf Katsch 1883, Melodie: Adolf von Schlieben 1885)

### Wanderlieder

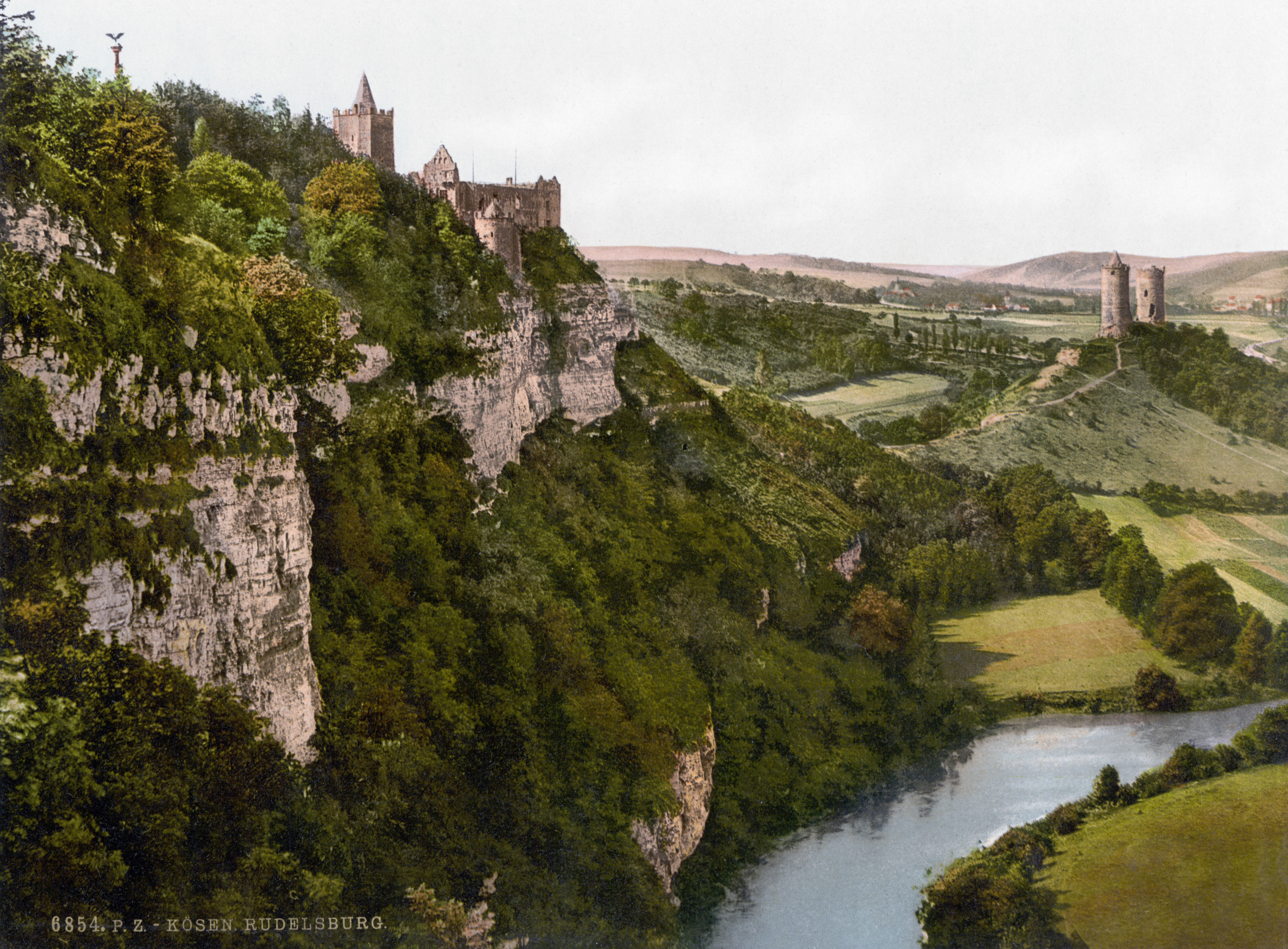
Die Burgen Rudelsburg (links) und Saaleck

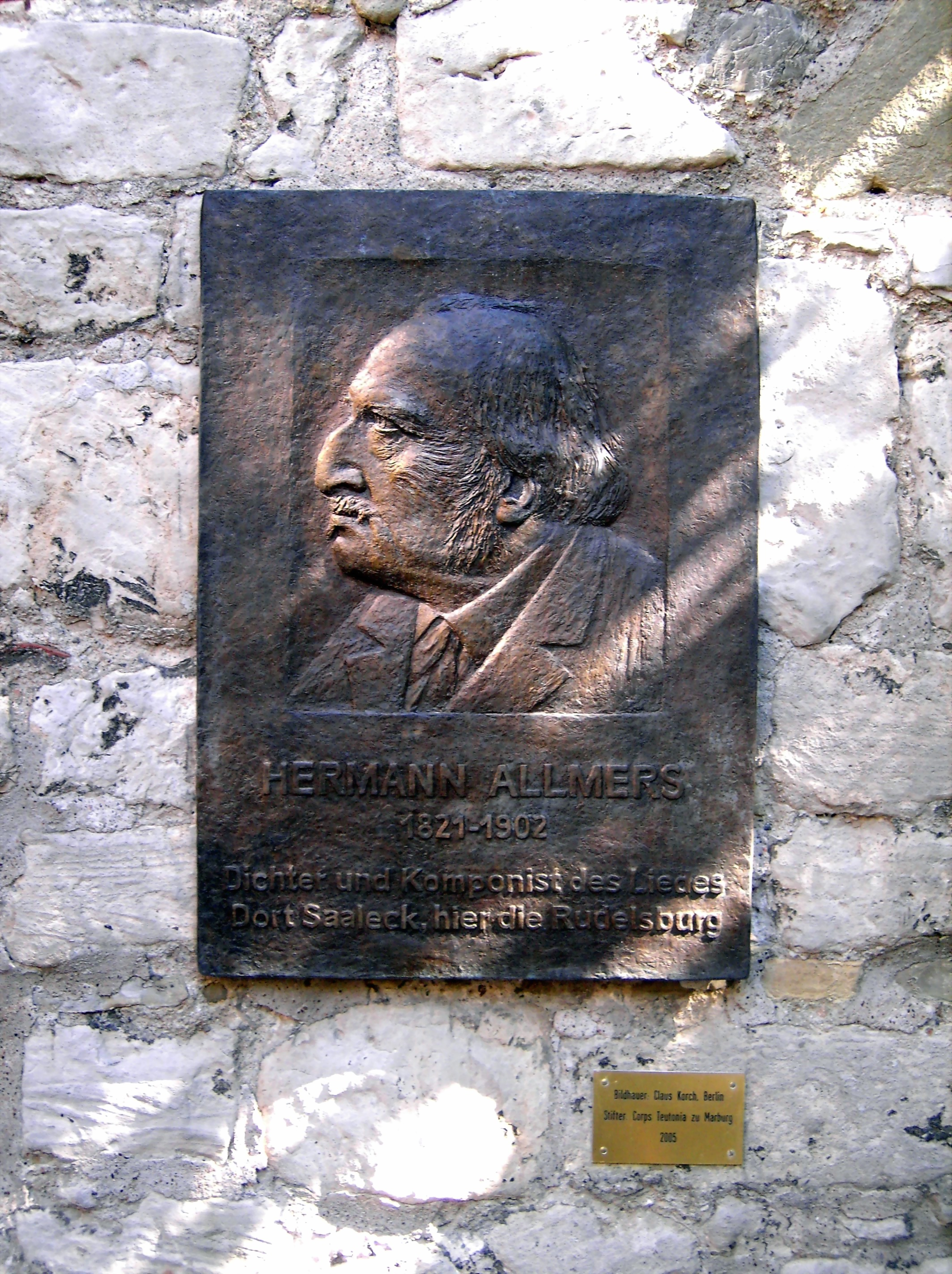
Gedenktafel für Hermann Allmers auf der Rudelsburg

Der im Zuge der Romantik entstehende Wandertourismus wurde durch eine neue Begeisterung für die Schönheiten der Natur und den Charme alter, geheimnisumwitterter, vorzugsweise mittelalterlicher Baudenkmäler entfacht. Bereits in der ersten Hälfte des 19. Jahrhunderts entstanden Studentenlieder, die dieses Thema behandelten, teilweise wurden aber auch thematisch passende Volkslieder in die studentischen Liedersammlungen aufgenommen. Besonders im Zentrum des Interesses standen dabei die Weinanbaugebiete an den großen deutschen Flusstälern wie die an Rhein, Main, Neckar und Saale. Ein Beispiel ist Dort Saaleck, hier die Rudelsburg, das Verbandslied des an der Rudelsburg tagenden Kösener Senioren-Convents-Verbandes (KSCV).
Dort Saaleck, hier die Rudelsburg
Und unten tief im Tale
Da rauschet zwischen Felsen durch
Die alte liebe Saale;
Und Berge hier und Berge dort
Zur Rechten und zur Linken –
|: Die Rudelsburg, das ist ein Ort
Zum Schwärmen und zum Trinken. :| 
Das wissen die Studenten auch
In Jena und in Halle
Und trinken dort nach altem Brauch
Im Hof und auf dem Walle.
Umringt von moosigem Gestein,
Wie klingen da die Lieder!
|: Die Saale rauscht so freudig drein,
Die Berge hallen wider. :| 
…
(Text und Melodie: Hermann Allmers 1863)
Auch als Regionalhymne des Frankenlandes wird das Lied der Franken bezeichnet. Bei Studenten ist das Lied aber auch sehr beliebt, besonders im südöstlichen Teil Deutschlands. Das Lied nimmt historisierend auf die fahrenden Scholaren des Mittelalters Bezug auch durch die Zeile „Verfahr’ner Schüler Stoßgebet/Heißt: Herr, gib uns zu trinken!“:

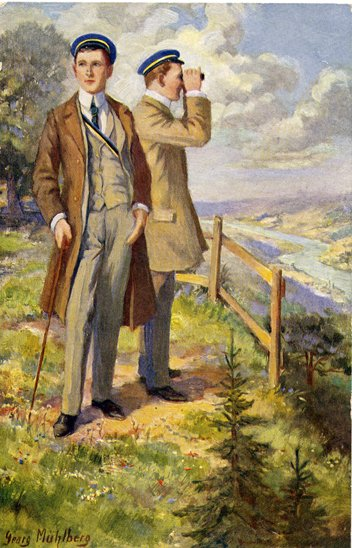
Georg Mühlberg – Wohlauf, die Luft geht frisch und rein, um 1900

Das Lied der Franken
Wohlauf, die Luft geht frisch und rein,
Wer lange sitzt muß rosten.
Den allersonnigsten Sonnenschein
Läßt uns der Himmel kosten.
Jetzt reicht mir Stab und Ordenskleid
Der fahrenden Scholaren,
Ich will zu guter Sommerszeit
Ins Land der Franken fahren!
Valleri, vallera, valleri, vallera,
Ins Land der Franken fahren!
…
(Text: Joseph Victor von Scheffel 1859, Melodie: Valentin Eduard Becker 1870/1861)

### Politische und vaterländische Lieder
Die von Studenten gesungenen Lieder politischen und vaterländischen Inhalts orientierten sich an der politischen Ausrichtung der akademischen Jugend in der jeweiligen Zeit. Und die war oft oppositionell, stand also der Auffassung der staatlichen Obrigkeit entgegen, war aber teilweise auch extrem angepasst. Speziell studentische Lieder zu diesen Themen gab es aber nicht, die Studenten orientierten sich am allgemein gebräuchlichen Liedgut, das aber auch Eingang in die Kommersbücher fand und bei feierlichen studentischen Veranstaltungen gesungen wurde und teilweise noch wird.
Die ersten speziell studentischen Lieder politischen Inhalts kamen mit dem Ende der Befreiungskriege auf und fanden ihren Höhepunkt im Vormärz. Was die Studenten bewegte, war die Einheit Deutschlands und das Streben nach Demokratie. Besonders die Burschenschaften, die sich als erste studentische Organisationsform ausdrücklich politisch betätigten und sich damit von den älteren Corps absetzten, prägten hier das Geschehen, das vorläufig im Hambacher Fest von 1832 und dem Frankfurter Wachensturm von 1833 gipfelte. Später spielten die Studenten auch eine Rolle bei der März-Revolution von 1848, die ebenfalls dichterisch begleitet wurde.
Bereits am Jahrestag der Völkerschlacht bei Leipzig im Oktober 1814 entstand das Lied Flamme empor!, das den Drang nach Freiheit und Einheit Deutschlands zum Ausdruck brachte. An diesen Kämpfen nahmen viele Studenten teil, die hier erstmals das Gefühl hatten, für Deutschland und nicht für irgendeine Fürstendynastie oder einen partikularistischen Teilstaat des Reiches zu kämpfen. Das Lied wurde auch entsprechend populär, wird aber heute selten gesungen.
Flamme empor!
|: Flamme empor! :|
Steige mit loderndem Scheine
Von den Gebirgen am Rheine
|: Glühend empor. :| 
|: Siehe, wir stehn :|
Treu im geweiheten Kreise,
Dich zu des Vaterlands Preise
|: Brennen zu sehn! :|

…

|: Leuchtender Schein! :|
Siehe, wir singenden Paare
Schwören am Flammenaltare
|: Deutsche zu sein! :| 
|: Höre das Wort! :|
Vater auf Leben und Sterben,
Hilf uns die Freiheit erwerben!
|: Sei unser Hort! :|
(Text: Joh. H. Christian Nonne 1814, Melodie: Feinde ringsum von O. L. Tr. Gläser, 1791)
An die Inhaftierung und die Flucht von Studenten, die nach dem Frankfurter Wachensturm 1833 eingekerkert worden waren, erinnert das Lied Die freie Republik:
Die freie Republik
In dem Kerker saßen
Zu Frankfurt an dem Main
Schon seit vielen Jahren 
sechs Studenten ein
|: Die für die Freiheit fochten
Und für das Bürgerglück
Und für die Menschenrechte
Der freien Republik. :| 
…
(Text und Melodie anonym, nach dem 10. Januar 1837)

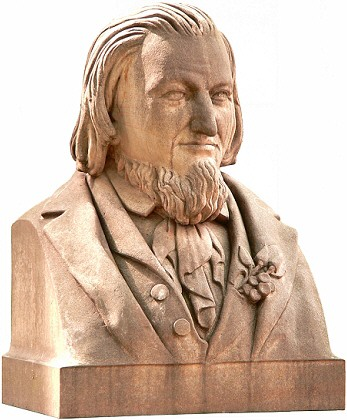
Steinbüste von August Heinrich Hoffmann von Fallersleben in Fallersleben

Nicht anonym schrieb der Burschenschafter August Heinrich Hoffmann von Fallersleben im Jahre 1841 auf Helgoland das Lied der Deutschen, das noch im selben Jahr in Hamburg vor Streit’s Hotel auf dem Jungfernstieg öffentlich aufgeführt wurde. Der Autor wurde im Jahr darauf in Preußen seiner Staatsämter enthoben und ein weiteres Jahr später des Landes verwiesen. Sein Werk, das aufgrund seines großen Erfolges bei der akademischen Jugend bis heute im Allgemeinen Deutschen Kommersbuch zu finden ist, wurde im Jahre 1922 zur deutschen Nationalhymne.
Lied der Deutschen
Deutschland, Deutschland über alles,
über alles in der Welt,
wenn es stets zu Schutz und Trutze
brüderlich zusammenhält.
Von der Maas bis an die Memel,
von der Etsch bis an den Belt,
|: Deutschland, Deutschland über alles,
über alles in der Welt! :|
…
(Text: August Heinrich Hoffmann von Fallersleben 1841)
Seit 1991 bildet nur die dritte Strophe des Liedes der Deutschen den Text der deutschen Nationalhymne:
Einigkeit und Recht und Freiheit
Für das deutsche Vaterland!
Danach lasst uns alle streben
Brüderlich mit Herz und Hand!
Einigkeit und Recht und Freiheit
Sind des Glückes Unterpfand;
|: Blüh’ im Glanze dieses Glückes,
Blühe, deutsches Vaterland! :|
Nach der Aufhebung der Karlsbader Beschlüsse 1848 etablierten sich die Studenten und ihre Organisationen zunehmend und wurden im Zuge der Reichsgründung von 1871 staatstragend. Der politische Gegner war jetzt nicht mehr die Aristokratie, die dem Bürgertum seine Rechte verweigerte. Mittlerweile hatte sich seit den 1860er Jahren in der Arbeiterbewegung eine neue Gefahr aufgetan, die dem Bürgertum, das das Gros der Studenten stellte, die Privilegien absprach.
Spätestens ab 1880 engagierten sich die meisten deutschen Studenten begeistert für die „nationale Sache“. Kommunisten, Sozialisten und Sozialdemokraten wurden als Feinde des Vaterlandes betrachtet („vaterlandslose Gesellen“). Kritisiert wurde aber auch der zügellose, internationale Kapitalismus, der nach dem Platzen der Spekulationsblase der Gründerzeit in den 1870er Jahren viele Menschen enttäuscht hatte. Als Profiteur des Kapitalismus wurde das „internationale Judentum“ ausgemacht, was den Antisemitismus besonders unter der akademischen Jugend beflügelte. Dieser Trend hielt sich im Wesentlichen bis in die 1930er Jahre.
In den Jahrzehnten vor und nach dem Ersten Weltkrieg war der typische Student in Deutschland – wie auch in den meisten anderen Ländern Europas – „national gesinnt“ und setzte sich für die „nationale Sache“ ein. „International“ galt als Schimpfwort.
In diesen Jahrzehnten orientierten sich die Studenten am allgemein gültigen nationalen Liedgut. Besonders populär und bei feierlichen nationalen Anlässen gesungen wurde das Lied Die Wacht am Rhein (siehe dort).

### Mitternachtsschrei
Vor allem bei Studentenverbindungen und an Technischen Hochschulen mit montanem Hintergrund üblich ist der sogenannte Mitternachtsschrei, kein Lied, sondern ein Gedicht. Es ist vermutlich zu Beginn des 20. Jahrhunderts in Leipzig entstanden und in Göttingen weiterentwickelt worden. In den 1960er Jahren ist er in Clausthal zur unten aufgeführten Form ausgebaut worden. An der Clausthal-Zellerfelder Robert-Koch-Schule wird der Mitternachtsschrei mit anschließendem Steigerlied noch immer auf jeder Abitur-Abschlussfeier zelebriert.
Traditionell wird das Gedicht um Punkt Mitternacht mit tiefer, dramatischer Stimme vorgetragen. Hierfür wird nach lautem Ruf Silentium! Lumen ex! im Raum das Licht gelöscht; nur der Vorsprecher erhält ein Licht, idealerweise eine Grubenlampe. Im Anschluss an das Gedicht wird traditionell von allen das Steigerlied angestimmt.
Beispielsweise wird während der Weinheimtagung des Weinheimer Senioren-Convents jeden Abend um 12 auf dem Marktplatz der Mitternachtsschrei gesungen und ist ein fester Bestandteil der Tradition.
Nach uralt hergebrachter Sitte und Burschenbrauch,
ertönt um die mitternächtliche Stunde der Burschenschrei!
Heldenväterart sind wir entsprossen,
Sesshaftigkeit ha’m wir stets genossen,
Verächter des Zwergengeschlechts, 
das nur mit arg verpöbeltem Magen
Saft und Soda kann vertragen.
Wir aber woll’n das Methorn schwingen,
himmelan jauchzend soll Bardensang dringen;
dass noch in Enkels und Urenkels Tagen
all’ die Köhler im Walde sagen:
Wetter auch! Die konnten’s schön!
Clausthaler Variante
Freunde der späten Stunde,
hört meinen mahnenden Schrei.
Verjubelt in fröhlicher Runde
zog wieder ein Festtag vorbei.
Verjubelt, verqualmt und versoffen,
so wie es sich eben gehört,
steht nun der Himmel uns offen,
denn der Kreislauf ist wieder entstört.
Nun rauscht durch die Adern uns wieder,
polizeiwidrig feurig das Blut,
und mit dem Crescendo der Lieder
steigt hormongestärkt unser Mut.
Zur mitternächtlichen Stunde
wiederholt sich das ewige Wunder;
Gambrinus betagte Runde
wird wieder jugendlich munter.
Drum Freunde laßt uns der Alten gedenken,
die einst jenen Kult erfanden,
und in allen Clausthaler Schenken
zum Mitternachtsschrei sich bekannten.
Nach uralt, uralt hergebrachter Sitte
erklingt zur mitternächtlichen Stunde
der Clausthaler Mitternachtsschrei.
Alle: Hui!
Urväter Art sind wir entsprossen,
wehrhafte, wahrhafte Wallhallsgenossen,
Ächter des kläglichen Zwergengeschlechts,
das in seinen verpimpelten Mägen
allenfalls Milch oder Selterwasser kann vertragen.
Alle: Pfui!
Doch das ist für uns nichts
Alle: Nein, gar nichts!
Drum Brüder laßt uns die Methörner schwingen,
und mit Jubelgeschrei gen Himmel andringen,
wie Bärenhäutergedröhn,
auf daß die Köhler in vielen tausend Jahren
im tiefsten Harzewinkel noch sagen:
„Wetter auf, die soffen schön!“
Der neue Morgen soll uns nicht nüchtern seh’n.

## Studentenlied heute
Studentenlieder entstehen seit der zweiten Hälfte des 20. Jahrhunderts nur noch in einem begrenzten Rahmen, manchmal werden bekannte Volks- oder Protestlieder für eine Demonstration mit einem aktuellen Text unterlegt, manchmal entstehen neue Lieder in einem studentischen Kabarett. Diese Lieder verschwinden aber häufig mit ihrem jeweiligen Anlass.
Ansonsten besteht das Repertoire heutiger singender Studenten (sofern sie nicht in Verbindungen singen) vorwiegend aus deutschen und internationalen Folk- und Pop-Songs, wie sie auch bei der nicht-akademischen Jugend heute üblich sind.

### Theoretisches zum Studentenlied
- Wolfram Dürbeck: Vom Vagantenlied zum Kneipgesang. Das deutsche Studentenlied im Wandel der Zeiten. In: Einst und Jetzt. Jahrbuch des Vereins für corpsstudentische Geschichtsforschung. 47 (2002), S. 33–49.
- Helmut Henne: Studentenlied im 19. Jahrhundert. Bericht über ein Forschungsprojekt. In: Dieter Cherubim, Klaus Mattheier (Hrsg.): Voraussetzungen und Grundlagen der Gegenwartssprache. Walter de Gruyter, 1989, ISBN 3-11-011349-X. S. 297–302.
- Theodor Hölcke: Vom deutschen Studentenlied. In: Historia Academica. Schriftenreihe der Studentengeschichtlichen Vereinigung des Coburger Convents. Heft 29/30, 1990/1991.
- Salcia Landmann: O Alte Burschenherrlichkeit! Abschied vom Studentenlied. In: Zeitschrift für Religions- und Geistesgeschichte XXIX, 1977, H. 1, S. 53–60.
- Raimund Lang: Intonas I. Von studentischen Texten und Weisen. Verlag des Österreichischen Vereins für Studentengeschichte, Wien 1992.
- Raimund Lang: Intonas II. Von studentischen Texten und Weisen. Verlag des Österreichischen Vereins für Studentengeschichte, Wien 1998.
- Raimund Lang: Intonas III. Von studentischen Texten und Weisen. Verlag des Österreichischen Vereins für Studentengeschichte, Wien 2017.
- Raimund Lang: Die Frau im Studentenlied. In: Documenta et Commentarii. Schriftenreihe der Schweizerischen Vereinigung für Studentengeschichte. Nr. 20, 1998.
- Raimund Lang: Ergo cantemus. Texte und Materialien zum Studentenlied. GDS-Archiv für Hochschulgeschichte und Studentengeschichte, Beiheft 13, SH-Verlag, Köln 2001, ISBN 3-89498-112-1.
- Heinz Linnerz: Das Trinklied in der deutschen Dichtung von Johann Hermann Schein bis Viktor von Scheffel. Diss. [masch.] Köln 1952.
- Harald Lönnecker: „Unzufriedenheit mit den bestehenden Regierungen unter dem Volke zu verbreiten“. Politische Lieder der Burschenschaften aus der Zeit zwischen 1820 und 1850. In: Deutsches Volksliedarchiv (Hrsg.): Lied und populäre Kultur, 48. Waxmann, 2003, S. 85–131.
- Harald Lönnecker: „Nie kehrst du wieder, gold’ne Zeit, so froh und ungebunden!“ Studentische Lieder der Erinnerung im 19. und 20. Jahrhundert. In: Lied und populäre Kultur, 59. Waxmann, Münster 2015, ISBN 978-3-8309-3184-3, S. 39–73.
- Paul Nettl: Prag im Studentenlied. Verlag Robert Lerche, München 1964.
- Georg Objartel: Studentenlied und Kunstlied im ausgehenden 18. Jahrhundert: Die Liederhandschrift Friedrich August Koehlers (1791). In: Jahrbuch für Volksliedforschung, 33 (1988). S. 19–45.
- Kurt Stephenson: Zur Soziologie des Studentenliedes. In: Erich Schenk (Hrsg.): Bericht über den internationalen musikwissenschaftlichen Kongreß Wien, Mozartjahr 1956, 3. bis 9. Juni. Graz/Köln 1958, S. 608–611.
- Friedrich-Schiller-Universität Jena (Hrsg.): „Wir hatten gebauet ein stattliches Haus...“ – Beiträge zur Geschichte der Deutschen Burschenschaft 1815–1848/49. Jena 1989 (Anhang).

### Frühe oder bedeutende Liedersammlungen
- Johann Christian Günther: Liebesgedichte und Studentenlieder in zeitlicher Folge. In: J. Ch. Günthers Sämtliche Werke. Historisch-kritische Gesamtausgabe. 6 Bände. Hrsg. von Wilhelm Krämer. Bd. 1. Darmstadt: WBG, 1964.
- Christian Wilhelm Kindleben: Studentenlieder. Aus den hinterlassenen Papieren eines unglücklichen Philosophen, Florido genannt, gesammelt und verbessert von C. W. K. , Halle an der Saale 1781 (Sammlung von 64 Liedern Digitalisat des Münchner DigitalisierungsZentrums der Bayerischen Staatsbibliothek).
- Auswahl guter Trinklieder, oder Toene der Freude und des Weins, beym freundschaftlichen Mahle anzustimmen. Aus den besten Dichtern gesammlet. [Hrsg.: Johann Christian Christoph Rüdiger.] 2., stark vermehrte Auflage. Hendel, Halle 1795.
- Leipziger Commersbuch von Doering. [Verf.: C. H.]. [o. O.] 1815.
- Neues deutsches allgemeines Commers- und Liederbuch. Zweyte vermehrte Auflage. Germania 1816 [1. Aufl. Tübingen 1815].
- Deutsche Burschenlieder mit vierstimmig gesetzten Weisen. Erste Sammlung. Jena 1817.
- Allgemeines Commers- und Liederbuch mit Melodien, enthaltend ältere und neue Burschenlieder, Trinklieder, Vaterlandsgesänge, Kriegs- und Turnlieder. Herausgegeben von Albert Methfessel. Rudolstadt 1818.
- Kieler Commers- und Liederbuch. Gedruckt bei C. F. Mohr, Kiel 1821.
- Das Leben auf Universitäten oder Darstellung aller Sitten und Gebräuche der Studenten, ihrer Verbindungen und Comments bei Duellen u. s. w. nebst aller burschikosen Ausdrücke und einer Auswahl der beliebtesten Burschenlieder. Sondershausen 1822.
- Aug[ust] de Marle (Hrsg.): Deutschlands Lieder- und Commersbuch. Coesfeld 1838.
- Liederbuch der Tübinger Hochschule, Tübingen 1842.
- Gustav Braun (Hrsg.): Liederbuch für Studenten. Mit Melodien, Berlin 1843.
- Alte und neue Studenten-Lieder. Mit Bildern und Singweisen. Herausgegeben von L. Richter und A. E. Marschner. Leipzig 1844. Reprint 3. Auflage. Dortmund 1985 (Die bibliophilen Taschenbücher; 13).
- Allgemeines deutsches Lieder-Lexikon oder Vollständige Sammlung aller bekannten deutschen Lieder und Volksgesänge in alphabetischer Folge. Herausgegeben von Wilhelm Bernhardi. I: A–E. Hildesheim 1968 (Repr. Nachdruck der Ausgabe Leipzig 1844).
- Allgemeines deutsches Lieder-Lexikon oder Vollständige Sammlung aller bekannten deutschen Lieder und Volksgesänge in alphabetischer Folge. Herausgegeben von Wilhelm Bernhardi. II: F–M. Hildesheim 1968 (Repr. Nachdruck der Ausgabe Leipzig 1844).
- Allgemeines deutsches Lieder-Lexikon oder Vollständige Sammlung aller bekannten deutschen Lieder und Volksgesänge in alphabetischer Folge. Herausgegeben von Wilhelm Bernhardi. III: N–V. Hildesheim 1968 (Repr. Nachdruck der Ausgabe Leipzig 1846).
- Allgemeines deutsches Lieder-Lexikon oder Vollständige Sammlung aller bekannten deutschen Lieder und Volksgesänge in alphabetischer Folge. Herausgegeben von Wilhelm Bernhardi. IV: W–Z. Hildesheim 1968 (Repr. Nachdruck der Ausgabe Leipzig 1846).
- Ludwig August Clericus: Liederbuch der Albertina. Königsberg 1850; neu ediert von Eduard Loch, bei Gräfe und Unzer, 1934.
- Georg Scherer (Hrsg.): Studentenlieder. Leipzig um 1853. (Mit Illustrationen zu allen 129 Liedern und des Titelblattes von Ludwig Richter und Franz Pocci.)
- Hermann Schauenburg, Moritz Schauenburg (Hrsg.): Allgemeines Deutsches Kommersbuch. Ausgabe D., Morstadt Druck + Verlag, 162. Auflage, Januar 2004 (Erstausgabe 1858), ISBN 3-88571-249-0.
- Robert Keil, Richard Keil: Deutsche Studenten-Lieder des siebzehnten und achtzehnten Jahrhunderts. Lahr 1861.
- „Ubi sunt, qui ante nos In mundo fuere?“ Ausgewählte Lateinische Studenten-, Trink-, Liebes- und andere Lieder des vierzehnten bis achtzehnten Jahrhunderts aus verschiedenen Quellen, mit neudeutschen Uebertragungen, geschichtlicher Einleitung, Erläuterungen, Beigabe und einer Abbildung. Eine literaturgeschichtliche Studie, zugleich ein Liederbuch von Adolf Pernwerth von Bärnstein. Würzburg 1881.
- Franz Magnus Böhme: Volksthümliche Lieder der Deutschen im 18. und 19. Jahrhundert. Leipzig 1895 [Studentenlieder S. 409–426].
- Liederbuch für Studentinnen. J. H. Ed. Heitz (Heitz & Mündel), Straßburg 1910.
- Gaudeamus igitur. Laßt uns fröhlich sein. Historische Studentenlieder. Zusammengestellt, bearbeitet und kommentiert von Günter Steiger und Hans-Joachim Ludwig, 1. Auflage Leipzig 1986, 3. Auflage, Leipzig 1989 .
- FDJ-Studentenliederbuch. Herausgegeben vom Zentralrat der Freien Deutschen Jugend über Verlag Junge Welt. Berlin (DDR) 1987.